# آناستازیا ولیووا
آناستازیا ولیووا (انگلیسی: Anastasia Valueva؛ متولد ۲۹ نوامبر ۱۹۹۳) یک تکواندوکار روسی است.
ولیووا در مسابقات قهرمانی تکواندو جهان ۲۰۱۳ در دیدار نهایی با نتیجه ۷ بر ۶ در برابر کیم سو-هوی از کره جنوبی شکست خورد و مدال نقره را در دسته سبک‌وزن (۴۶- کیلوگرم) بانوان از آن خود کرد. وی همچنین در بازی‌های المپیک تابستانی جوانان ۲۰۱۰ درسنگاپور در بخش ۴۴- کیلوگرم دختران مدال طلا را از آن خود کرد.